# Arbutus menziesii
Arbutus menziesii és una espècie d'arbre del gènere Arbutus dins la família de les ericàcies (Ericaceae).

## Descripció

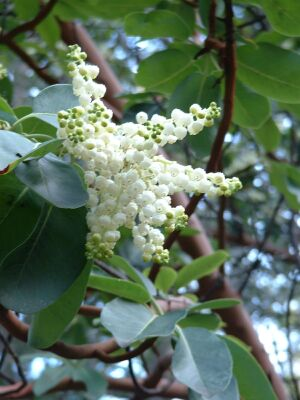
Florida de primavera.

Arbutus menziesii és un arbre de perenne i de fulla ampla, l'escorça és de color vermell-taronja i forma tires en la fusta madura. Floreix a la primavera amb flors acampanades i a la tardor els fruits maduren i són de color vermell. És comú veure aquests arboços del Pacífic de 10 a 25 m d'alt però pot arribar a 30 m. Les fulles són ovals de 7–15 cm de llarg i de 4–8 cm d'ample i es disposen espiralades, el marge és enter.

## Distribució
Arbutus menziesii és natiu de la costa oest d'Amèrica del Nord, des de la Colúmbia Britànica (especialment a l'illa Vancouver i les illes del Golf) fins a Califòrnia (especialment a la regió de Puget Sound, les serralades d'Oregon i de Califòrnia però també de forma dispersa en el vessant oest de Sierra Nevada). Aïlladament arriba al comtat de San Diego i el nord de Baixa Califòrnia, Mèxic.

## Usos
Els natius americans es menjaven les baies però aquestes tenen molt tanins i són astringents i més sovint les mastegaven o la convertien en beguda alcohòlica. Molts mamífers i ocells es mengen les seves baies. Recentment de la seva fusta se'n fan parquets que duren molt i tenen un color atractiu.

## Conservació
Encara que és tolerant a la secada i relativament de creixement ràpid, Arbutus menziesii actualment està en declivi. Depèn de manera natural d'incendis periòdics per reduir la competència que li fan les coníferes. Els arboços madurs sobreviuen després de l'incendi i es regeneren més de pressa que l'avet de Douglas, a més fa moltes llavors que germinen després del foc. El control humà dels incendis, doncs, el perjudica. Altres causes del seu declivi són les malalties fitopatològiques.

## Taxonomia
Arbutus menziesii va ser descrita per Carl von Linné i publicat a Systema Naturae, Editio Decima 2: 1024, a l'any 1759.
Etimologia
Arbutus: nom genèric llatí amb què es coneixia a l'arboç variant europea i mediterrània d'aquesta espècie.
menziesii: epítet en honor del botànic i cirurgià escocès Archibald Menzies (1754-1842) que el va trobar durant l'expedició de George Vancouver.
Sinonímia
Els següents noms són sinònim d'Arbutus andrachne:
- Arbutus menziesii var. elliptica DC. in Prodr. 7: 582 (1839)
- Arbutus menziesii var. oblongifolia DC. in Prodr. 7: 582 (1839)
- Arbutus procera Douglas ex Lindl. in Edwards's Bot. Reg. 21: t. 1753 (1835)